# Патнем (округ, Джорджія)
Шаблон:StateAbbr_ 33°19′ пн. ш. 83°22′ зх. д. / 33.32° пн. ш. 83.37° зх. д.
Округ Патнем (англ. Putnam County) — округ (графство) у штаті Джорджія, США. Ідентифікатор округу 13237.

## Історія
Округ утворений 1807 року.

## Демографія
За даними перепису
2000 року
загальне населення округу становило 18812 осіб, зокрема міського населення було 4371, а сільського — 14441.
Серед мешканців округу чоловіків було 9264, а жінок — 9548. В окрузі було 7402 домогосподарства, 5474 родин, які мешкали в 10319 будинках.
Середній розмір родини становив 2,9.
Віковий розподіл населення поданий у таблиці:
| Стать    | До 15 років | 15-21 | 22-29 | 30-39 | 40-49 | 50-65 | 65-85 | Понад 85 |
| -------- | ----------- | ----- | ----- | ----- | ----- | ----- | ----- | -------- |
| Чоловіки | 1784        | 833   | 870   | 1309  | 1328  | 1910  | 1177  | 53       |
| Жінки    | 1800        | 825   | 813   | 1290  | 1425  | 1967  | 1287  | 141      |

## Суміжні округи
- Морган — північ
- Грін — північний схід
- Генкок — схід
- Болдвін — південний схід
- Джонс — південний захід
- Джеспер — захід

## Виноски
1. ↑  U.S. Decennial Census. United States Census Bureau. Процитовано 25 червня 2014.
2. ↑  Historical Census Browser. University of Virginia Library. Архів оригіналу за 11 серпня 2012. Процитовано 25 червня 2014.
3. ↑  Population of Counties by Decennial Census: 1900 to 1990. United States Census Bureau. Процитовано 25 червня 2014.
4. ↑  Census 2000 PHC-T-4. Ranking Tables for Counties: 1990 and 2000 (PDF). United States Census Bureau. Процитовано 25 червня 2014.
5. ↑  State & County QuickFacts. United States Census Bureau. Архів оригіналу за 9 грудня 2015. Процитовано 18 лютого 2014.(англ.) Наведено за англійською вікіпедією.
6. ↑  American FactFinder. Бюро перепису населення США. Архів оригіналу за 26 лютого 2012. Процитовано 31 січня 2008.

| США | Це незавершена стаття з географії США. Ви можете допомогти проєкту, виправивши або дописавши її. |